# 萊弗蘭 (德克薩斯州)
萊弗蘭（英語：Levelland）是一個位於美國德克薩斯州霍克利縣的城市。根據2010年美國人口普查，該地共人口13542人，而該地的面積約為26.34平方千米。同時該地也是霍克利縣的縣治。

## 地理
萊弗蘭的座標為33°35′14″N 102°22′41″W / 33.58722°N 102.37806°W，而該地的平均海拔高度為1070米（即3520英尺）。